# 9080 Такаянаґі
9080 Такаянаґі (9080 Takayanagi) — астероїд головного поясу, відкритий 2 жовтня 1994 року.
Тіссеранів параметр щодо Юпітера — 3,187.
Названо на честь Такаянаґі (яп. たかやなぎ(高柳) такаянаґі).